# خطوط فلاش الجوية الرحلة 604

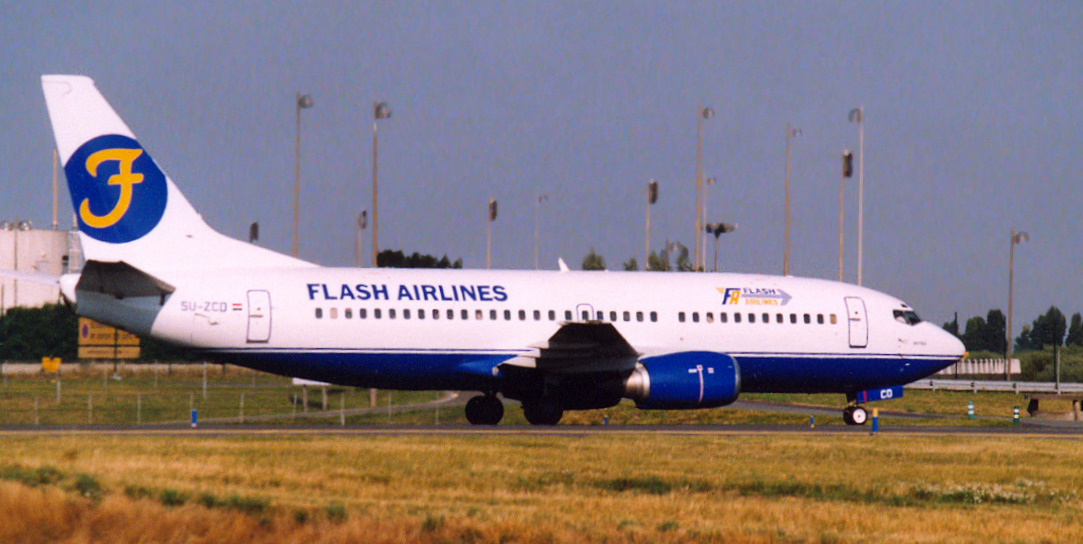

فلاش آير لاينز الرحلة 604 كانت رحلة طيران عارض «تشارتر» تقوم برحلة من مطار شرم الشيخ الدولي إلى مطار شارل ديغول الدولي في باريس، مملوكة لشركة الطيران المصرية الخاصة فلاش إيرلاينز (1995-2004).
في 3 يناير 2004 اصطدمت طائرة البوينغ 737 كلاسيك في البحر الأحمر بعد وقت قصير من اقلاعها من مطار شرم الشيخ. ماتسبب في مقتل جميع من كان على متن الطائرة والذين يحملون جنسيات من مصر، فرنسا، المغرب واليابان، بينهم 139 راكبا من السياح الفرنسيين و6 من أفراد الطاقم.
بعيد الحادث مباشرة اشتبه بعمل إرهابي في سقوط الطائرة (حيث سبق ذلك في الأيام السابقة إلغاء عدد من الرحلات الجوية في عدد من البلدان نتيجة مخاوف من عمليات إرهابية).
كان رئيس الوزراء البريطاني آنذاك توني بلير وأسرته يقضي عطلته في شرم الشيخ. فيما أعلنت مجموعة في اليمن أنها أسقطت الطائرة بسبب سن قانون في فرنسا يمنع ارتداء الحجاب في المدارس، إلا أن المحققين صرفوا النظر عن شبهة الإرهاب بعيد الحادث كون أن حطام الطائرة انتشر على مساحة محدودة في موقع التحطم وهو ما كان ليحدث إذا انفجرت الطائرة في الجو.
النتائج التي توصل إليها التحقيق في هذا الحادث أثارت جدلا، حيث قام بالتحقيق محققون من عدة بلدان لم يتفقوا حول السبب الرئيسي المسبب للحادث إلا أنه من الأسباب التي يعتقد أنها قد سببت الحادث هو خطأ من قبل قبطان الطائرة محمد خضر، إضافة لاحتمال عطل ميكانيكي مفاجئ فيما رفض المحققون الأمريكيون القاء اللوم على الطائرة وألقوا اللوم على شركة فلاش آير المالكة لها. بعد شهرين من الحادث أعلنت الشركة إفلاسها.
في 2002 سبق لسلطة الطيران السويسرية منع إحدى طائرات الشركة من الإقلاع من سويسرا بسبب عيوب في نظام توزيع أكسجين الطوارئ في الطائرة لحين إصلاح العيوب، لتمنع من التحليق فوق سويسرا بعدها بأيام، كذلك حظرت كل من بولندا والنرويج تحليق الشركة فوق أجوائها.
اعتبرت الرحلة 604 صاحبة سجل أعلى عدد لوفيات حوادث الطيران في مصر منذ مصر للطيران رحلة 990 حتى عام 2015 عندنا تحطمت طائرة الركاب الروسية متروجت الرحلة 9268 وعلى متنها 224 راكب كذلك اعتبرت الرحلة 604 أعلى رقم ضحايا لطائرة بوينغ 737-300.

## وصلات خارجية
- وزارة الطيران المدني
  - Interim report نسخة محفوظة 27 سبتمبر 2006 على موقع واي باك مشين. (بالإنجليزية)
  - Final report نسخة محفوظة 20 يونيو 2015 على موقع واي باك مشين. (بالإنجليزية)
- French BEA
  - Info نسخة محفوظة 20 يونيو 2015 على موقع واي باك مشين. (بالفرنسية)
  - Info (بالإنجليزية)
- BBC News Online coverage